# Soyuz TM-5
Soyuz TM-5 foi uma missão do programa espacial soviético Soyuz à estação espacial Mir.

## Tripulação
Lançados
| Posição                | Cosmonautas           | Duração        | Pousou na  |
| ---------------------- | --------------------- | -------------- | ---------- |
| Comandante             | Anatoly Solovyev      | 9d 20h 09m 19s | Soyuz TM-4 |
| Engenheiro de voo      | Viktor Savinykh       | 9d 20h 09m 19s | Soyuz TM-4 |
| Cosmonauta-pesquisador | Aleksandr Aleksandrov | 9d 20h 09m 19s | Soyuz TM-4 |

Aterrissaram
| Posição                | Cosmonautas        | Duração        | Lançados na |
| ---------------------- | ------------------ | -------------- | ----------- |
| Comandante             | Vladimir Lyakhov   | 8d 20h 26m 27s | Soyuz TM-6  |
| Cosmonauta-pesquisador | Abdul Ahad Mohmand | 8d 20h 26m 27s | Soyuz TM-6  |

## Parâmetros da Missão
- Massa: 7 000 kg
- Perigeu: 173 km
- Apogeu: 241 km
- Inclinação: 51.6°
- Período: 88.6 minutos

## Pontos altos da missão
Esta foi a quinta expedição à Mir, chegou na estação levando o segundo búlgaro no espaço, Alexandrov. Ele se tornou o primeiro cosmonauta da Bulgária a tripular uma estação espacial soviética (Georgi Ivanov não pode entrar na Salyut 6 na Soyuz 33 em 1979). O lançamento foi adiado em 2 semanas com relação ao planejado para melhorar as condições de iluminação para o experimento astronômico Rozhen.
Em 5 de setembro, os cosmonautas  Lyakhov e Abdul Ahad Mohmand se separaram da Mir. Eles dispararam o módulo orbital e estavam prontos para sair de órbita para retornar à Terra. Entretanto, sem o conhecimento dos cosmonautas ou da TsUP, o computador de guiagem estava usando o software de acoplamento da missão búlgara Mir em Junho. A saída de órbita não ocorreu tempo apontado pois o sensor infravermelho de horizonte não podia confirmar a altitude correta. Sete minutos após o tempo planejado, o sensor determinou que a altitude correta havia sido atingida. O motor principal foi ativado, porém Lyakhov o desligou após 3 segundos. Um segundo disparo foi feito 3 horas depois e durou apenas 6 segundos. Lyakhov imediatamente tentou tirar a nave de órbita manualmente, porém o computador desligou o motor após 60 segundos.
Da acordo com James Oberg (em “Secrets of Soyuz”), para poder recomeçar o programa de descida automática para a segunda tentativa de queima, Lyakhov teve que instruir o computador a ignorar o primeiro desligamento. Ele estava rodando com sua lista de checagem dizendo que a primeira queima foi feita com sucesso e a nave estava em um trajetória de reentrada normal. O próximo item na lista era expulsar o módulo de equipamentos, que continha, entre outras coisas, o sistema de propulsão primário – o sistema que eles precisavam para saírem de órbita. Mohmand, desrespeitando a diretiva para sentar-se e deixar o controle da missão acessar a situação, escaneou os medidores e displays, e descobriu que a separação iria ocorrem em menos de um minuto. Lyakhov rapidamente desativou o programa. Se ele não tivesse feito isto, ele e Mohmand teriam perecido, pois o módulo de descida da Soyuz tinha ar e energia elétrica para apenas algumas horas.
Os cosmonautas foram forçados a permanecer em órbita um dia a mais no apertado módulo de descida com o mínimo de água e comida e sem compartimentos sanitários. Mesmo se o motor principal permitisse que eles fizessem isto, eles não poderiam aterrissar novamente na Mir porque o módulo de aterrissagem havia sido descartado junto com o módulo orbital. A reentrada ocorreu normalmente em 7 de setembro. Após isto, os soviéticos começaram a manter o módulo orbital mesmo depois da queima para sair de órbita, como era feito nos voos das naves Soyuz Ferry.